# Subwoolfer
Subwoolfer — британсько-норвезький дует, утворений у 2021 році, що складається з двох учасників, відомими під псевдонімами Кіт та Джим. Після перемоги на Melodi Grand Prix 2022 Subwoolfer представляли Норвегію на Пісенному конкурсі Євробачення 2022 з піснею «Give That Wolf a Banana» в Турині, Італія.

## Історія

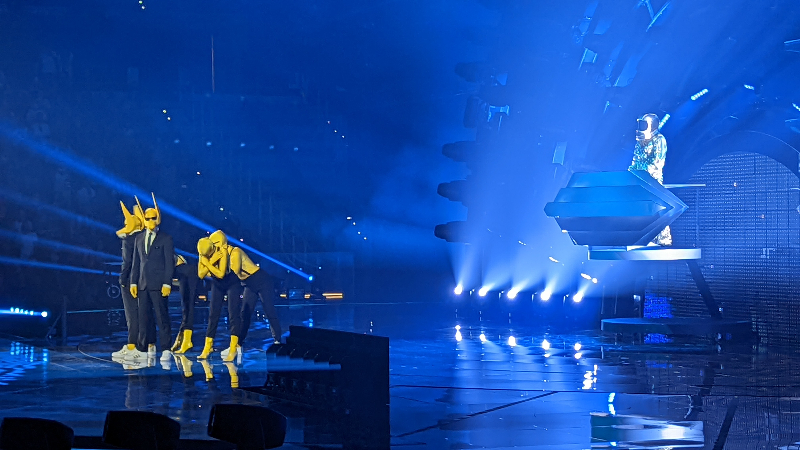
Джим, Кіт, DJ Астронавт і танцівниці

Уперше дует з'явився на публіці 10 січня 2022 року, коли NRK оголосила, що Subwoolfer є одними з фіналістів Melodi Grand Prix 2022. Учасники дуету виступають на публіці в масках, рукавичках і костюмах і не розкривають свої особистості — замість цього називають себе «Кіт» і «Джим». Назва гурту є поєднанням слів «subwoofer» та «wolf» — англійське слово, яке перекладається як «вовк» та є темою дуету.
З нагоди Melodi Grand Prix Subwoolfer грали на своїй анонімності й уникали відповідей на запитання преси про те, ким вони є. Натомість дует вигадав історію про те, що Subwoolfer був заснований 4.5 мільярда років тому, живе на Місяці й «музично підкорив кожну планету». Таємниця навколо дуету викликала припущення про те, хто може ховатися за масками. Серед згаданих імен є Гаут Ормосен і Бен Адамс, Sirkus Eliassen, брати Ylvis, Ерік і Кріс.

## Кар'єра

### Melodi Grand Prix 2022
Subwoolfer стали автофіналістами Melodi Grand Prix 2022 зі своєю піснею «Give That Wolf a Banana». Вони повинні були виконати свою пісню під час третього півфіналу 29 січня 2022 року, проте через позитивний тест на COVID-19 їхній виступ був перенесений на четвертий півфінал. У підсумку, Subwoolfer стали переможцями у фіналі Melodi Grand Prix 2022, що відбувся 19 лютого 2022 року, та автоматично стали представниками Норвегії на Пісенному конкурсі Євробачення 2022.

### Пісенний конкурс Євробачення

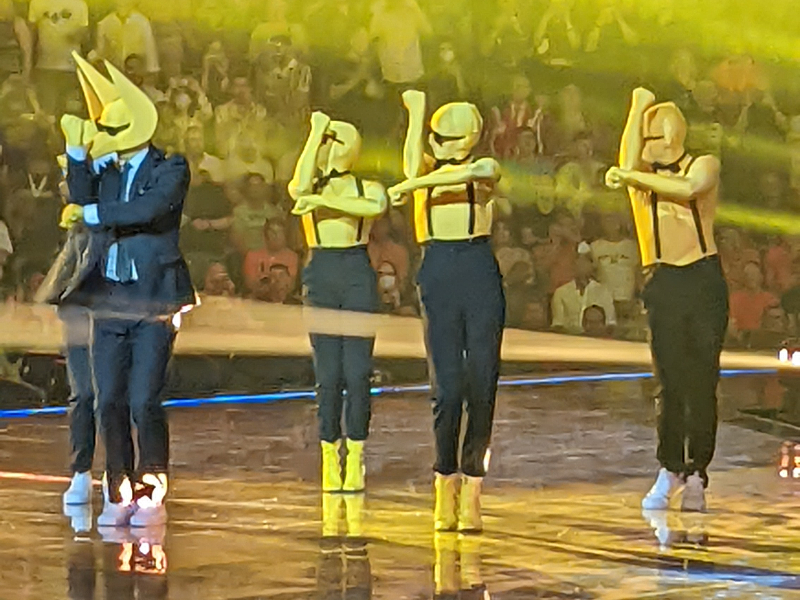
Євробачення 2022

25 січня 2022 року було проведено жеребкування, яке розподілило кожну країну в один із двох півфіналів, а також визначило, в якій половині шоу вони виступатимуть. Норвегія потрапила до першого півфіналу, який відбувся 10 травня 2022 року, і виступила у другій половині шоу. «Give That Wolf a Banana» отримала 177 балів та посіла 6 місце у своєму півфіналі, що дозволило Норвегії кваліфікуватися до фіналу Євробачення.
У фіналі конкурсу, 14 травня, дует Subwoolfer виступив під 7 номером та посів 10 місце зі 183 балами, з яких 146 від глядачів та 36 — від журі.

### Подальша діяльність
1 липня 2022 року Subwoolfer випустили «Melocoton (The Donka Donk Song)», свою першу пісню після Євробачення.
21 жовтня 2022 року дует випустив новий сингл «Howling», в якому прозвучав вокал Луни Феррарі, «сестри» Кіта та Джима. Музичне відео на пісню Howling було випущено 21 жовтня 2022 року. У грудні 2022 року Subwoolfer коротко виступили в гостях у The Big Fat Quiz of the Year після того, як запитання про їхню заявку на Євробачення було представлено в музичному раунді.

#### Розкриття особистостей учасників
4 лютого 2023 року Subwoolfer з'явилися у фіналі Melodi Grand Prix 2023, де зняли маски, і було підтверджено, що Кіт і Джим — це британський співак Бен Адамс і норвезький співак Ґауте Ормосен відповідно.
3 березня 2023 року вийшов документальний фільм «Worst Kept Secret: The Subwoolfer Documentary». У ньому було розкрито, що DJ Астронавтом був сам Ормосен на сцені, тоді як Джимом був дублер, що спростовувало чутки про третього музиканта чи співака в гурті.

## Дискографія

### Сингли
| Назва                               | Рік  | Альбом             |
| ----------------------------------- | ---- | ------------------ |
| «Give That Wolf a Banana»           | 2022 | Самий сингл альбом |
| «Give That Wolf a Romantic Banana»  | 2022 | Самий сингл альбом |
| «Melocoton (The Donka Donk Song)»   | 2022 | Самий сингл альбом |
| «Howling»                           | 2022 | Самий сингл альбом |
| «Having Grandma Here For Christmas» | 2022 |                    |
| «Worst Kept Secret»                 | 2023 |                    |